# Grötsch (Heinersbrück)
Grötsch, niedersorbisch Groźišćo, ist ein Ortsteil der Gemeinde Heinersbrück im Landkreis Spree-Neiße in Brandenburg. Bis zur Eingemeindung nach Heinersbrück am 26. Oktober 2003 war Grötsch eine eigenständige Gemeinde. Im Jahr 1993 wurde ein Teil des Ortes für den Tagebau Jänschwalde abgebaggert, 45 Einwohner mussten umgesiedelt werden.

## Lage
Grötsch liegt in der Niederlausitz und gehört zum amtlichen Siedlungsgebiet der Sorben/Wenden. Umliegende Ortschaften sind Heinersbrück im Norden, die zur Stadt Forst gehörenden Ortsteile Briesnig im Osten und Bohrau im Südosten, der zur Gemeinde Wiesengrund gehörende Ortsteil Gosda und der zur Gemeinde Neuhausen/Spree gehörende Ortsteil Kathlow im Süden, der Cottbuser Stadtteil Schlichow im Südwesten sowie der zur Gemeinde Teichland gehörende Ortsteil Bärenbrück im Nordwesten.
Durch Grötsch verläuft die Kreisstraße 7135, die den Ort mit der knapp einen Kilometer nördlich verlaufenden Bundesstraße 97 verbindet.

## Geschichte
Grötsch wurde im Jahr 1344 als „Grods“ erstmals urkundlich erwähnt. Weitere Schreibweisen des Ortsnamens waren im Laufe der Zeit „Grodes“ im Jahr 1536, „Grödisch“ im Jahr 1652 und „Gretsch“ im Jahr 1687. Der Name stammt – wie etwa Gröditz oder Gröditsch – vom altsorbischen Wort grodišče („Burgwall“) bzw. grod („Burg“). Rudolf Lehmann beschreibt den alten Dorfkern als Sackgassendorf.
Der Ort gehörte zur Herrschaft Cottbus, östlich von Grötsch verlief die Grenze zum Kurfürstentum Sachsen. Im Jahr 1696 gelange Anton von Anton von Pannwitz in den Besitz von Grötsch und einigen weiteren Dörfern in der Umgebung (u. a. Klein Lieskow, Tranitz). Nach 1742 kamen die Orte über Vererbung in den Besitz von Anna Helene von Schöning, geb. von Pannwitz, im Jahr 1807 errichtete der Gutsbesitzer daraus die „v. Schöningsche Stiftung“. Ebenfalls 1807 kam Grötsch nach dem Tilsiter Frieden zum Königreich Sachsen. Im Jahr 1809 lebten im Ort acht Ganzbauern, drei Halbbauern, drei Kossäten, sechs Büdner und drei Einlieger. Kirchlich gehörte Grötsch in diesem Jahr zu Heinersbrück.
Nach acht Jahren wurde Grötsch nach den auf dem Wiener Kongress getroffenen Vereinbarungen wieder preußisch. Bei der Gebietsreform im Jahr 1816 wurde das Dorf dem Kreis Cottbus in der Provinz Brandenburg zugeordnet. Ebenfalls um diese Zeit (spätestens 1820) wurde Grötsch nach Groß Lieskow umgepfarrt. Im Jahr 1846 hatte Grötsch 177 Einwohner, bei der Volkszählung am 1. Dezember 1871 wurden 202 Einwohner ermittelt. Ab 1874 bildete Grötsch zusammen mit den Landgemeinden und Gutsbezirken Gosda und Klinge den Amtsbezirk Gosda, dieser wurde 1945 aufgelöst. Die letzten Gutsbesitzer wurden in der Sowjetischen Besatzungszone enteignet.
In der DDR gehörte Grötsch zunächst zum Landkreis Cottbus, bevor die Gemeinde bei der Gebietsreform am 25. Juli 1952 dem Kreis Forst im Bezirk Cottbus zugeordnet wurde. Mit der Erschließung des Braunkohletagebaus Jänschwalde war Grötsch seit den 1980er-Jahren zur Devastierung vorgesehen. Nach der Devastierung des Nachbarortes Groß Lieskow wurde Grötsch kirchlich wieder nach Heinersbrück umgeordnet. 1985 wurden die Verbindungsstraße nach Forst abgerissen und 21 von 48 Grundstücken verlegt.
Nach der Wiedervereinigung lag Grötsch im Landkreis Forst in Brandenburg. Im Juli 1992 schloss sich die Gemeinde dem kreisübergreifenden Amt Peitz an. Im Jahr 1993 wurde der östliche Teil von Grötsch zugunsten des fortschreitenden Tagebaus Jänschwalde abgebaggert. Bei der Kreisreform in Brandenburg am 6. Dezember 1993 wurde Grötsch Teil des neu gebildeten Landkreises Spree-Neiße. Seit 1995 gibt es in Grötsch ein neues Bürgerzentrum, 2001 wurde das neue Dorfgemeinschaftshaus mit einem 120 Plätze umfassenden Saal errichtet. Im Rahmen der Gemeindegebietsreform am 26. Oktober 2003 wurde Grötsch nach Heinersbrück eingemeindet. Eine Klage der Gemeinde gegen die Eingliederung wurde vom Verfassungsgericht des Landes Brandenburg zurückgewiesen. Seit 2015 erinnert in Grötsch ein Gedenkstein an die durch den Braunkohlebergbau umgesiedelten Familien.

## Bevölkerungsentwicklung
| Jahr | Einwohner |
| ---- | --------- |
| 1875 | 204       |
| 1890 | 272       |
| 1910 | 250       |

| Jahr | Einwohner |
| ---- | --------- |
| 1925 | 226       |
| 1933 | 206       |
| 1939 | 193       |

| Jahr | Einwohner |
| ---- | --------- |
| 1946 | 240       |
| 1950 | 257       |
| 1964 | 211       |

| Jahr | Einwohner |
| ---- | --------- |
| 1971 | 201       |
| 1981 | 155       |
| 1985 | 148       |

| Jahr | Einwohner |
| ---- | --------- |
| 1989 | 134       |
| 1995 | 58        |
| 2002 | 92        |

Gebietsstand des jeweiligen Jahres
Für seine Statistik über die sorbische Bevölkerung in der Lausitz ermittelte Arnošt Muka in den achtziger Jahren des 19. Jahrhunderts für Grötsch eine Bevölkerungszahl von 241 Einwohnern, von denen alle Sorben waren. Im Jahr 1956 hatten noch 69,4 Prozent der Einwohner von Grötsch Sorbischkenntnisse, damit hatte die Gemeinde hinter Heinersbrück den zweithöchsten sorbischsprachigen Bevölkerungsanteil im Kreis Forst.

## Einrichtungen und Kultur
Die Freiwillige Feuerwehr in Grötsch wurde am 15. April 1923 gegründet. In Grötsch findet jährlich ein Dorffest statt.

## Nachweise
1. ↑  Gemeinde- und Ortsteilverzeichnis des Landes Brandenburg. Landesvermessung und Geobasisinformation Brandenburg (LGB), abgerufen am 21. Oktober 2020.
2. 1 2 3  Ortsteil Grötsch / Groźišćo. Amt Peitz, ehemals im Original (nicht mehr online verfügbar); abgerufen am 2. Juni 2017. (Seite nicht mehr abrufbar. Suche in Webarchiven)
3. ↑  Ernst Eichler: Slawische Ortsnamen zwischen Saale und Neiße. Band I, VEB Domowina-Verlag, Bautzen 1985, S. 181
4. ↑  Friedrich Wilhelm August Bratring: Statistisch-topographische Beschreibung der gesammten Mark Brandenburg. Band 3: Die Neumark Brandenburg enthaltend. Berlin 1809, S. 347 (Online).
5. ↑  Grötsch/Groźišćo. Archiv verschwundener Orte, abgerufen am 1. Dezember 2022.
6. ↑  Historisches Gemeindeverzeichnis des Landes Brandenburg 1875 bis 2005. (PDF; 331 KB) Landkreis Spree-Neiße. Landesbetrieb für Datenverarbeitung und Statistik Land Brandenburg, Dezember 2006, abgerufen am 2. Juni 2017.
7. ↑  Arnošt Muka: Statistik der Lausitzer Sorben. Deutsch von Robert Lorenz, Domowina-Verlag, Bautzen 2019, ISBN 978-3-7420-2587-6, S. 148.
8. ↑  Freiwillige Feuerwehr Grötsch. Amt Peitz, abgerufen am 1. Dezember 2022.